# Susan Pevensie
Susan Pevensie (Engels: Susan Pevensie), ook bekend als Susan de Goede (Engels: Susan the Gentle), is een personage uit De Kronieken van Narnia door C.S. Lewis. Susan is de een na oudste van de Pevensie-kinderen, de andere zijn Lucy, Edmund en Peter.

## Het betoverde land achter de kleerkast
De kinderen Pevensie moeten vanwege de bombardementen op Londen vluchten naar het noorden. Hier komen ze terecht bij het huis van Professor Kirke. Al snel komt Lucy met het verhaal van een andere wereld, Susan en Peter geloven haar niet, ook niet als ze zegt dat ze er voor de tweede keer is geweest.
De derde keer is ook Susan erbij, samen met Peter en Edmund. Nu begint er een lang avontuur tegen Jadis, de Witte Heks die Edmund bij zijn eerste keer in Narnia al wist te verleiden. Nadat Susan, Peter en Lucy bij Aslan zijn gekomen bevrijdt zijn leger Edmund en gaan de voorbereidingen verder. Op de avond voor de Slag is Susan, samen met Lucy, getuige van de dood van Aslan door de Witte Heks, maar ook van zijn herrijzing en het breken van de Stenen Tafel.
Nu gaan ze naar het slagveld waar Peter en de Witte Heks tegenover elkaar staan. Aslan doodt Jadis, de Witte Heks.
Nu worden Susan en de andere Pevensies Koninginnen en Koningen van Narnia.

## Het paard en de jongen
Hierin is Susan een volwassen vrouw. Ze bestuurt Narnia al jaren samen met haar zus en broers. Ze wordt beschreven als een dame, die graag in haar kasteel is en als een van de mooiste vrouwen in de wereld.
Om deze reden willen ook vele prinsen in die wereld met haar trouwen, waaronder Prins Rabadash, de kroonprins van Calormen. Deze komt op bezoek in Narnia en Susan raakt gecharmeerd van hem. Helaas blijkt bij een tegenbezoek de prins een slecht en wreed man te zijn, zodat Susan van gedachte verandert.
De prins wil haar daarna dwingen om met hem te trouwen, maar ze kan samen met haar broer Edmund ontsnappen op hun schip, de Kristallijnen Pracht. Rabadash gaat haar achterna, maar leidt in Archenland een nederlaag tegen een leger onder de leiding van Edmund.

## Prins Caspian
Hierin moeten de kinderen Prins Caspian helpen om zijn oom Miraz van de troon te stoten en zichzelf tot Koning te kunnen kronen van Narnia. Ze krijgen hierbij hulp van de Pratende Dieren van Narnia.
Uiteindelijk weten ze de Koning en zijn gevolg te verslaan en dan stuurt Aslan ze terug vanaf waar ze komen, een klein eilandje in de wereld Aarde. Voordat hij de Pevensies terugstuurt, zegt Aslan tegen haar en Peter, dat het voor hen de laatste keer is dat ze in Narnia komen, omdat ze te oud zijn geworden.

## Het laatste gevecht
In dit deel komt Susan nauwelijks voor.
Ze bleef op Aarde leven, terwijl de rest naar de Narniaanse "hemel" ging.
Dit kwam omdat Susan niet meer in Narnia geloofde.
Als iemand er over wilde praten, deed ze alsof het spelletjes waren die ze vroeger deden.
Iedereen dacht dat ze dat deed om volwassen over te komen.